# MIMO

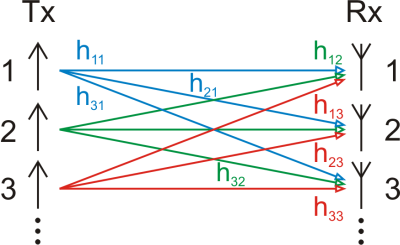
Fig.1 Esquema MIMO

Fig.2 Diferències entre SISO, SIMO, MISO i MIMO

MIMO (de l'anglès Multiple-Input Multiple-Output, Entrades-Múltiples Sortides-Múltiples) és una tècnica per a multiplicar la capacitat d'un enllaç de RF (velocitat de transmissió) emprant múltiples antenes de transmissió i recepció, aprofitant el concepte de propagació multicamí (Fig.1). MIMO ha esdevingut un element essencial en els estàndards de comunicació sense fils incloent IEEE 802.11n (Wi-Fi), IEEE 802.11ac Arxivat 2014-01-12 a Wayback Machine. (Wi-Fi), HSPA+ (3G), WIMAX (4G) i LTE (4G).

## Tipus
MIMO multi antena (Fig.2 i Fig.3):
- SISO - (Single Input Single Output) Una entrada Una sortida: aquest és el cas del canal de ràdio clàssic.
- SIMO - (Single Input Multiple Output) Una entrada Múltiples sortides: millorem la recepció reduint la propagació multicamí.
- MISO - (Multiple Input Single Output) Múltiples entrades Una sortida : és el cas de la telefonia mòbil on les estacions base tenen diverses antenes.
- MIMO - (Multiple Input multiple Output) Múltiples entrades Múltiples sortides : és el canal ràdio més robust.

## Referències

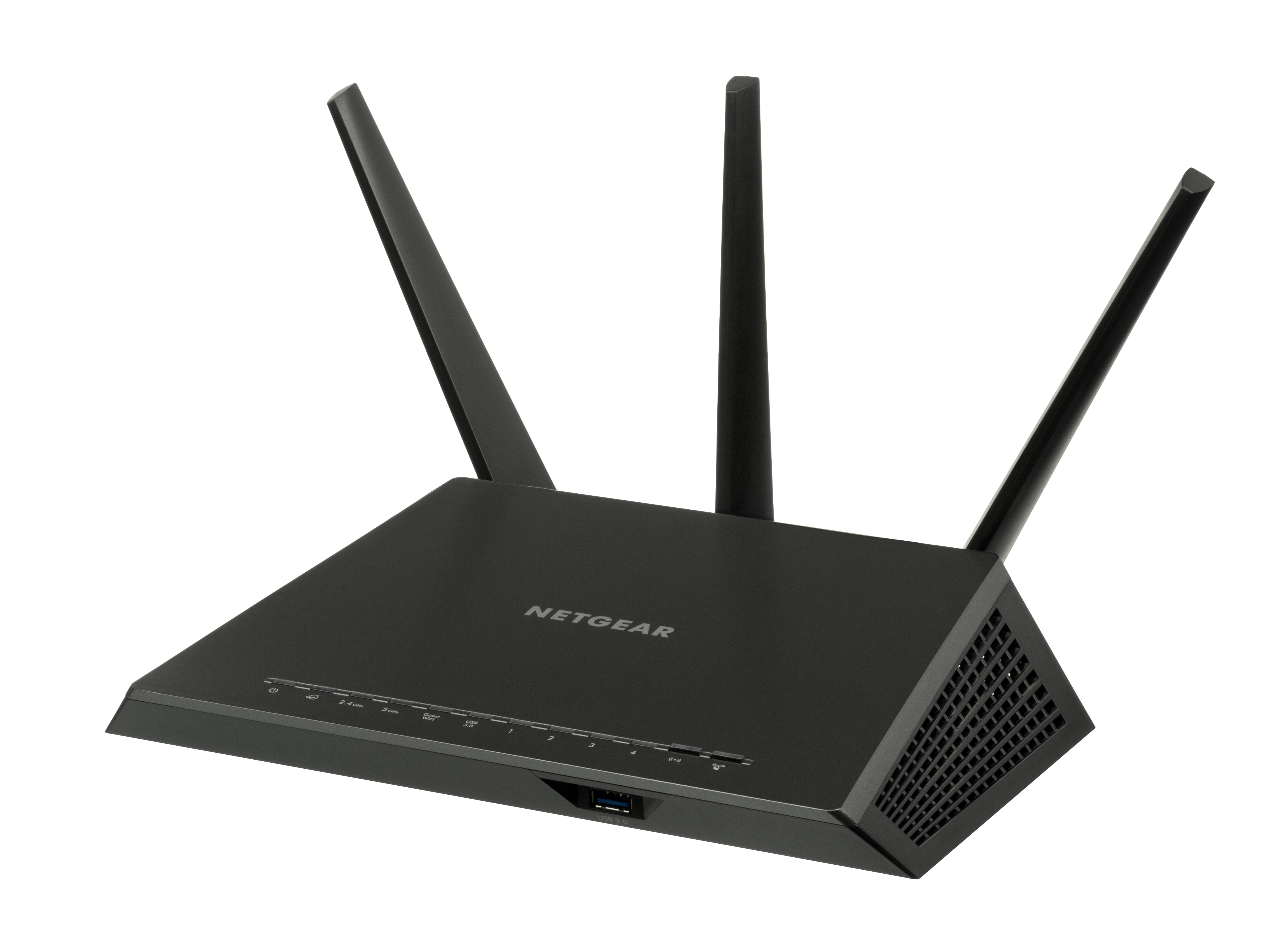
Fig.3 Router amb 3 antenes